# Hemioplisis
Hemioplisis is een geslacht van vlinders van de familie spanners (Geometridae), uit de onderfamilie Ennominae.

## Soorten
- H. abrasata Guenée, 1858
- H. acuta Kaye, 1901
- H. anseraria Walker, 1860
- H. asina Druce, 1892
- H. astanda Druce, 1892
- H. chaonia Druce, 1887
- H. ephyrata Guenée, 1858
- H. excavaria Walker, 1860
- H. fasciata Stephens, 1829
- H. flavibasis Warren, 1907
- H. formosa Warren, 1904
- H. fulvilinea Warren, 1904
- H. hortularia Hulst, 1886
- H. humerata Warren, 1905
- H. icarinaria Oberthür, 1912
- H. impensata Walker, 1860
- H. impurpurata Walker, 1860
- H. luciata Stoll, 1790
- H. moneta Druce, 1892
- H. moxaria Guenée, 1858
- H. olivaria Warren

- H. panamaria Packard, 1874
- H. pholata Guenée, 1858
- H. plebejata Snellen, 1874
- H. procurvaria Guenée, 1858
- H. quatuormaculata Verl., 1837
- H. santiago Schaus, 1923
- H. semibrunnea Prout, 1933
- H. spiculata Guenée, 1858
- H. trogonaria Herrich-Schäffer, 1856
- H. ziczacaria Oberthür, 1912